# ダニエル・フューリーゲル
ダニエル・フューリーゲル（Daniel Feuerriegel、1981年10月29日 - ）は、オーストラリアの俳優。

## 出演作品
- スパルタカスIII　ザ・ファイナル（アグロン）
- スパルタカスII（アグロン）
- スパルタカス（アグロン）
- パシフィック・リム: アップライジング（アラン・グロネッティ）